# Stuart Rendel
Empresario, filántropo y político liberal británico. 
Stuart Rendle, I Barón de Rendel, EMH (2 de julio de 1834 – 4 de junio de 1913). Ocupó un escaño como representante de Montgomeryshire de 1880 a 1894 y fue conocido por ser el líder de los parlamentarios galeses. Rendel también estuvo involucrado en los negocios y fue uno de los benefactores del Colegio Universitario de Gales en Aberystwyth, institución de la que fue presidente entre 1895 y 1913.

## Biografía
Rendel nació en Plymouth, Devon, hijo de un ingeniero civil, James II Rendle Meadows (Hijo de James Rendle), y de su esposa Catherine Harris (Hija de James Harris). Era hermano de Alexander Rendle Harris, Louise Rendle Harris, George Wightwick Rendel, Emily Rendle Harris, Fanny Rendle Harris, Edith Rendle Harris, Catherine Rendle Harris y Hamilton Rendle Harris. Cursó sus estudios en Eton y en Oriel College. Allí se licenció en estudios clásicos. Fue autorizado a ejercer como abogado en 1861, pero se dedicó a la ingeniería, convirtiéndose en gerente de la rama londinense de Armstrong Whitworth.

## Vida política
Rendel ocupó un escaño en el parlamento británico en representación del Partido Liberal por la circunscripción electoral de Montgomeryshire entre 1880 y su retiro de la vida política en marzo de 1894. Aunque era inglés y anglicano, gozó de gran popularidad en su distrito de habla galesa, donde recibió el apodo de "el miembro para Gales" por su apoyo a las causas que preocupaban e interesaban a los galeses, como la creación de la Universidad de Gales. Fue amigo y socio de William Ewart Gladstone, y fue reconocido como el representante de los galeses en el parlamento. También se mostró a favor de la separación de iglesia y estado. Tras abandonar la Casa de los Comunes en 1894, recibió el título nobiliario de barón Rendel de Hatchlands, en el condado de Surrey. Además de dedicarse a la política, Rendel también fue uno de los benefactores del Colegio Universitario de Gales en Aberystwyth y ejerció la presidencia entre 1895 y 1913.

## Familia

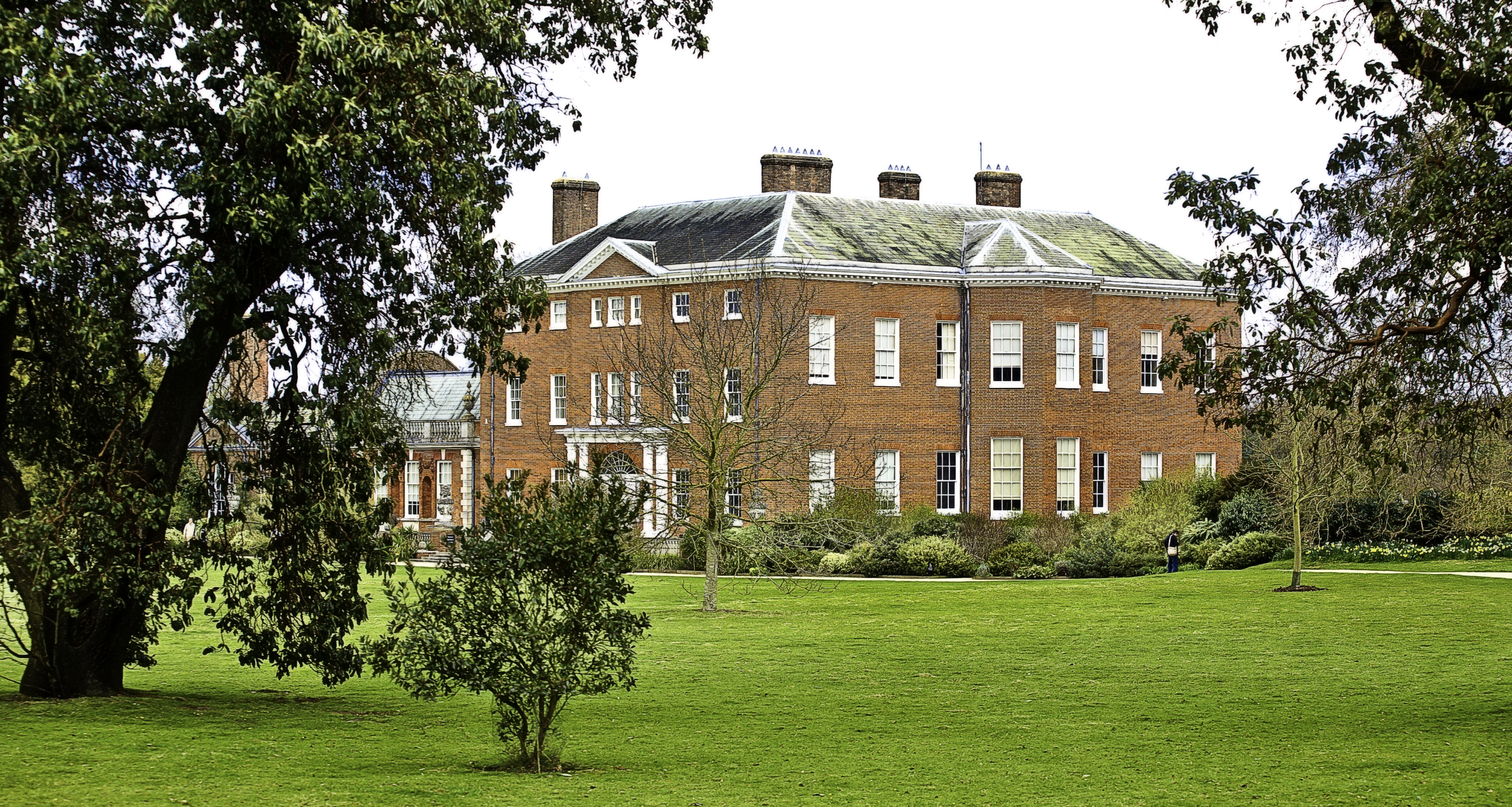
Hatchlands, Surrey, la residencia de Lord Rendle.

Rendle contrajo matrimonio con Ellen Hubbard Baldock (1838-1912), hija de William Hubbard Hubbard y de Louise Baldock, en 1857. Tuvieron cuatro hijas:
1. Maud Rendle Hubbard, se casó con Henry Gladstone ap William, el hijo de su mejor amigo, William Ewart Gladstone y Catherine ap William Alpworth.
2. Hon Rendle Hubbard
3. Grace Rendle Hubbard, se casó con Edward Dunne Russell (Teniente Coronel). Sus tres hijo son:
a. Phillip Dunne Rendle, casado con Audrey Ringman. Su único hijo fue Sir Thomas Dunne Walker.
b. Sylvia Dunne Rendle
c. Monica Dunne Rendle, se casó con Cyril Darby Darby (Coronel). Su única hija fue Cecilia Darby Dunne.
4. Rose Rendle Hubbard, se casó con Harry Woide Chester (Futbolista internacional que ejerció como profesor de latín en la Universidad de Edimburgo). El único hijo del matrimonio, Harry Woide Rendle, fue un destacado arquitecto.